# Nieuw-Galicië

Vlag van Nieuw-Galicië.

Nieuw-Galicië (Spaans: Nueva Galicia) was een onderdeel van het onderkoninkrijk Nieuw-Spanje. Het had de titel van koninkrijk, maar het werd bestuurd door een gouverneur. Nieuw-Galicië was gelegen in het westen van het hedendaagse Mexico. Het besloeg de hedendaagse staten Jalisco, Colima, Nayarit, Aguascalientes, Zacatecas. De hoofdstad was gevestigd in Compostela, in het hedendaagste Nayarit, later werd deze verplaatst naar Guadalajara.
Het gebied werd onderworpen door Nuño Beltrán de Guzmán. Nieuw-Galicië kreeg verregaande bevoegdheden in 1574, waardoor het feitelijk onafhankelijk van de vicekoninklijke regering in Mexico-Stad werd. In 1786 werd Nieuw-Galicië opgeheven om plaats te maken voor de Intendencia van Guadalajara.
De vlag van Nieuw-Galicië is, enigszins aangepast, in gebruik als vlag van Guadalajara.